# Triei
Triei – miejscowość i gmina we Włoszech, w regionie Sardynia, w prowincji Nuoro. Graniczy z Lotzorai, Talana i Urzulei.
Według danych na rok 2021 gminę zamieszkiwało 1055 osób, 31,99 os./km².